# Obwód ługański
Obwód ługański (ukr. Луганська область, Łuhanśka obłast´) – jeden z 24 obwodów Ukrainy. Leży we wschodniej części Ukrainy, przy granicy z Rosją (graniczy z nią od północy, wschodu i południa). Na zachodzie graniczy z obwodem donieckim i charkowskim.
Oficjalną stolicą obwodu jest Ługańsk, lecz z powodu tego, że miasto od wiosny 2014 roku znajduje się pod kontrolą prorosyjskich separatystów, faktyczna siedziba administracji obwodowej została tymczasowo przeniesiona do Siewierodoniecka.
Obwód leży na obszarze historycznych regionów Ukrainy Słobodzkiej (północ) i Wojska Dońskiego (południe).

## Historia
Od 2014 do 30 września 2022 na terenie obwodu funkcjonowała samozwańcza Ługańska Republika Ludowa, nieuznawana międzynarodowo. Do 2022 obejmowała ona południowo-wschodnią część obwodu, w wyniku rosyjskiej inwazji na Ukrainę prawie całe terytorium obwodu znalazło się pod kontrolą rosyjskich sił okupacyjnych i Ługańskiej Republiki Ludowej.
Od 23 do 27 września, na terenie obwodu okupowanym przez prorosyjskich separatystów, zostało przeprowadzone pseudoreferendum w sprawie aneksji obwodu przez Rosję, do której doszło 30 września. W trakcie jego przeprowadzenia, wg ukraińskich szacunków, pod kontrolą separatystów znajdowało się 99% obwodu.

## Demografia
Skład narodowościowy obwodu w 2001 roku:

1. Ukraińcy: 1472,4 tys. (58%)
2. Rosjanie: 991,8 tys. (39%)
3. Białorusini: 20,6 tys. (0,8%)
4. Tatarzy: 8,5 tys. (0,3%)
5. Ormianie: 6,6 tys. (0,3%)
6. Mołdawianie: 3,3 tys. (0,1%)
7. Azerowie: 3,1 tys. (0,1%)
8. Żydzi: 2,7 tys. (0,1%)
9. Romowie: 2,3 tys. (0,1%)
10. Polacy: 2,1 tys. (0,1%)
11. Gruzini: 2,1 tys. (0,1%)
12. Bułgarzy: 1,6 tys. (0,1%)

## Największe miasta
1. Ługańsk
2. Ałczewsk
3. Siewierodonieck
4. Lisiczańsk
5. Chrustalnyj
6. Kadyjewka
7. Dołżańsk
8. Rubiżne
9. Antracyt
10. Roweńki